# まっすぐなうた
「まっすぐなうた」は、2015年6月24日にキューンミュージックから発売されたNICO Touches the Wallsの17枚目のシングル。

## 解説
前作｢TOKYO Dreamer｣以来10ヶ月振りとなるシングル。
初回生産限定盤のジャケットは「約1mのまっすぐなジャケット仕様」となっている。
またこのシングルには、2015年12月23日に大阪城ホールにて行われる「NICO Touches the Walls LIVE SPECIAL 2015 "渦と渦 ～西の渦～"」の先行応募チケットが封入される。

## 収録曲
1. まっすぐなうた
作詞・作曲：光村達哉
海外ドラマ「The 100 / ハンドレッド ＜ファースト・シーズン＞」イメージソング
2. いいこになっちゃいけないの
作詞：光村龍哉、対馬祥太郎、作曲：光村達哉
3. 夢で逢えたら
  - 作詞・作曲：大瀧詠一

### 初回生産限定盤DVD
1. Count Down Live 2014→2015 Ready Set Go!!@大阪城ホールより